# Continental-Airlines-Flug 603
Auf dem Continental-Airlines-Flug 603 (Flugnummer: CO603) verunglückte am 1. März 1978 eine McDonnell Douglas DC-10-10 beim Startlauf vom Los Angeles International Airport. Bei dem Unfall, der durch das Platzen mehrerer Fahrwerksreifen während des Starts verursacht wurde, kamen 2 Passagiere ums Leben, weitere 31 Personen wurden verletzt. Zwei weitere Passagiere starben drei Monate später an den bei dem Zwischenfall erlittenen Verletzungen.

## Flugzeug
Bei der verunglückten Maschine handelte es sich um eine McDonnell Douglas DC-10-10. Das Flugzeug trug die Werksnummer 46904, es handelte sich um die 44. DC-10 aus laufender Produktion, welche im Werk von McDonnell Douglas in Long Beach, Kalifornien endmontiert wurde. Die Maschine absolvierte am 20. Mai 1972 ihren Erstflug und wurde am 23. Juni 1972 an die Continental Airlines ausgeliefert, wo sie seitdem durchgehend mit dem Luftfahrzeugkennzeichen N68045 und der Flottennummer 045 in Betrieb war. Das dreistrahlige Langstrecken-Großraumflugzeug war mit drei Triebwerken des Typs General Electric CF6-6D ausgestattet. Die Gesamtbetriebsleistung der Maschine bis zu dem Unfall belief sich auf 21.358 Betriebsstunden.

## Flugroute
Am Unfalltag sollte die Maschine auf dem nationalen Linienflug CO603 vom Los Angeles International Airport zum Honolulu International Airport eingesetzt werden. Die Maschine sollte zu diesem Flug von der Startbahn 06R des Los Angeles International Airport starten.

## Besatzung
Es befand sich eine 14-köpfige Besatzung an Bord. Die Cockpitbesatzung bestand aus drei Piloten in den Funktionen des Flugkapitäns sowie des Ersten Offiziers und des Flugingenieurs.
- Der 59-jährige Flugkapitän Charles E. Hersche flog seit dem 11. Februar 1946 für die Continental Airlines und verfügte über Musterberechtigungen für die Flugzeugtypen Douglas DC-3 und McDonnell Douglas DC-10, Convair 340, Convair 440, Boeing 707 und 720 sowie Vickers Viscount 700 und 800. Von seinen 29.000 Stunden Flugerfahrung hatte er 2911 Flugstunden im Cockpit der McDonnell Douglas DC-10 absolviert.
- Der 40-jährige Erste Offizier Michael J. Provan arbeitete seit dem 23. Mai 1966 für die Continental Airlines. Er besaß Musterberechtigungen für die Flugzeugtypen McDonnell Douglas DC-10, Boeing 727 und Lockheed L-100. Provan hatte bis zum Unfall 10.000 Stunden Flugerfahrung gesammelt, davon 1149 mit der DC-10.
- Der 39-jährige Zweite Offizier John K. Olsen war seit dem 1. Juli 1968 bei der Continental Airlines angestellt. Er verfügte über 5000 Stunden Flugerfahrung als Pilot und 8000 Stunden Flugerfahrung als Flugingenieur. Als Flugingenieur an Bord der DC-10 war er bis zum Unfall 1520 Stunden geflogen.

Die Kabinenbesatzung bestand aus den Flugbegleiterinnen Judy Blair, Louise Buchanan, Mary Dahse, Janna Harkrider, Norma Heape, Bett Lietz, Carole Mason, Marcia Wagner, Lori Yang sowie dem Flugbegleiter John Woodman. In der Position des „In-Flight-Supervisor“ flog zudem J. Fred Winkler mit.

## Passagiere
Den Flug hatten 186 Passagiere angetreten. In der Ersten Klasse reiste zudem ein sich außer Dienst befindlicher Boeing-727-Kapitän der Continental Air Lines mit, der die Besatzung nach dem Unfall bei der Evakuierung der Maschine unterstützte.

## Unfallhergang
Um 9:01 Uhr erhielt die Besatzung die Freigabe zum Rollen zu Startbahn 06R. Um 09:22 Uhr wurde die Freigabe erteilt, die Maschine zur Startposition rollen zu lassen und dort auf Startfreigabe zu warten. Diese wurde eine Minute später erteilt, wobei der Kapitän den Startvorgang hinauszögerte, indem er die Startfreigabe nicht bestätigte, da er der Ansicht war, dass die Freigabe zu kurz nach dem Start eines weiteren strahlgetriebenen Großraumflugzeuges erteilt wurde und er vermeiden wollte, in dessen Wirbelschleppen einzufliegen. Eine knappe Minute später wurde die Startfreigabe durch den Towerlotsen wiederholt, die der Kapitän diesmal bestätigte. Um 09:25 Uhr begann der Start der Maschine. Während des Startlaufs löste sich beim Beschleunigen auf die Entscheidungsgeschwindigkeit von 156 Knoten (ca. 289 km/h) und in 6300 Fuß (ca. 1920 Meter) Entfernung zum Startpunkt die Lauffläche des runderneuerten zweiten Fahrwerksreifens des linken Hauptfahrwerks. Der geschwächte Reifen war dadurch einer Überbelastung ausgesetzt und platzte, nachdem die Maschine 1800 Fuß (549 Meter) weiter gerollt war. Der daneben liegende, erste Fahrwerksreifen war in der Folge einer Überbelastung ausgesetzt und platzte ebenfalls. Bei den beiden nahezu zeitgleich erfolgten Reifenplatzern wurden Felgenteile weggeschleudert. Ein Felgenteil perforierte den fünften Fahrwerksreifen des linken Hauptfahrwerks, der daraufhin ebenfalls platzte. Im Inneren der Maschine wurden die Reifenplatzer als lautes metallisches Knallgeräusch vernommen. Kapitän Hersche leitete bei einer Geschwindigkeit von 152 Knoten (ca. 282 km/h) einen sofortigen Startabbruch ein. Die Geschwindigkeit der Maschine erhöhte sich noch auf 159 Knoten (ca. 294 km/h) und nahm anschließend in einer erwartungsgemäßen Intensität ab. Obwohl der Startabbruch unterhalb der Entscheidungsgeschwindigkeit vorgenommen wurde, wurde den Piloten bald bewusst, dass die Maschine nicht auf dem verbliebenen 2000 Fuß (ca. 610 Meter) Startbahnlänge zum Stehen kommen würde. Die Geschwindigkeit der Maschine nahm langsamer ab als unmittelbar nach Einleiten des Startabbruchs, was zum einen an der verminderten Bremsleistung aufgrund von drei geplatzten Fahrwerksreifen lag, zum anderen daran, dass die Startbahn nass war. Kapitän Hersche steuerte die Maschine nach rechts von der Mittellinie der Startbahn weg in der Absicht, sie an den Stützen der Anflugbefeuerung vorbeirollen zu lassen. Die DC-10 überrollte das Startbahnende und nach weiteren 30 Metern brach das linke Hauptfahrwerk zusammen, da sie auf eine Asphaltdecke gerollt war, deren Traglast nicht für Großraumflugzeuge ausgelegt war. Beim Zusammenbruch des Fahrwerks wurde der linke Tragflächentank beschädigt, wodurch Kerosin austrat, welches augenblicklich in Brand geriet. Die Maschine schlitterte anschließend teilweise auf der Rumpfunterseite weiter. Die DC-10 kam schließlich zwischen zwei Stützen der Anflugbefeuerung der Start- und Landebahn 24L zum Stehen, in einer Entfernung von 664 Fuß (ca. 202 Meter) vom Ende der Startbahn.

## Evakuierung
Da der Brand an der linken Seite ausgebrochen war, wurden sämtliche Insassen über die rechte Seite der Maschine evakuiert. Alle vier Notrutschen waren während der Evakuierung einer starken Hitzeeinwirkung ausgesetzt und versagten jeweils im Laufe der Evakuierung. Die Besatzung der Maschine und ein außer Dienst befindlicher zusätzlicher Pilot agierten nach dem Versagen der Notrutschen schnell, um die Passagiere zu alternativen Notausstiegen zu lotsen. Dieses zügige Handeln habe gemäß der Aussagen der Flugunfallermittler dazu beigetragen, dass die Anzahl an schwer und tödlich verletzten Personen erheblich verringert werden konnte. Passagiere, die sich nach dem Versagen der letzten Notrutsche noch an Bord befanden, mussten entweder zu Boden springen oder sich an einem Seil herunterhangeln, welches aus dem rechten Cockpitfenster herunterhing.

## Opfer
Von den 200 Insassen der Maschine erlitten zunächst 31 nichttödliche Verletzungen, darunter 28 Passagiere und drei Besatzungsmitglieder. Während der Evakuierung kamen zwei Passagiere ums Leben. Zwei weitere starben drei Monate später im Krankenhaus.

## Flugunfalluntersuchung
Nach dem Unfall übernahm die Nationale Behörde für Transportsicherheit. Als Unfallursache wurde das nachfolgende Versagen mehrerer Fahrwerksreifen während eines kritischen Augenblicks beim Startlauf festgestellt. Diese Ereignisse hätten zu der korrekten Entscheidung des Flugkapitäns für einen Startabbruch geführt.
Als beitragende Faktoren wurden zum einen die verminderte Bremskraft aufgrund des multiplen Reifenversagens festgestellt, zum anderen der verringerte Reibungskoeffizient aufgrund der regennassen Startbahn, wenngleich diese zu Drainagezwecken gerillt ausgeführt war.
Bei der Unfalluntersuchung stellten die Ermittler ferner fest, dass die Fahrwerksreifen der Maschine nicht die gleiche Beschaffenheit gehabt hatten. So habe es sich bei dem ersten Reifen, der versagte, um einen rundumerneuerten Gebrauchtreifen gehandelt, der im Rahmen der Rundumerneuerung mit einer neuen Lauffläche versehen worden war. Zu dem Reifenschaden sei es gekommen, nachdem sich ebendiese Lauffläche beim Startlauf ablöste und damit die Struktur des Reifens erheblich geschwächt wurde, woraufhin dieser unter der Last der Maschine platzte. Das Versagen des zweiten Fahrwerksreifens sei daraufhin unvermeidlich gewesen, zum einen, da nun das doppelte Gewicht auf diesem lastete, zum anderen, weil dieser selbst bereits Ermüdungsrisse hatte. Der dritte Reifenschaden sei dann durch umherfliegende Metallteile einer der Felgen von Reifen 1 oder 2 verursacht worden. Das Versagen des dritten Fahrwerksreifens habe dann zum Einbrechen des Fahrwerks in die nicht-lasttragende Asphaltdecke hinter dem Startbahnende geführt. Die NTSB-Ermittler stellten ferner fest, dass die Reifen auch deswegen einer erhöhten Belastung ausgesetzt waren, weil sie mit einem zu geringen Reifenfülldruck betrieben wurden.

## Folgen
Als Folge des Unfalls empfahl die Transportsicherheitsbehörde NTSB der Flugaufsichtsbehörde (Federal Aviation Administration), die Montage von Fahrwerksreifen mit verschiedener Traglast auf einer Achse zu verbieten. Zudem wurde eine generelle Erhöhung der zulässigen Traglast von Fahrwerksreifen empfohlen.
Ferner wurden Empfehlungen zur Erhöhung der Sicherheit im Falle von Flugzeugevakuierungen formuliert. Es wurde empfohlen, dass Notrutschen belastbarer und feuerbeständig ausgeführt werden sollten und dass an den Notausstiegen zusätzliche Notseile angebracht werden sollten, die beim Versagen der Notrutschen genutzt werden könnten.